# White Pine (Míchigan)
White Pine es un lugar designado por el censo ubicado en el condado de Ontonagon en el estado estadounidense de Míchigan. En el Censo de 2010 tenía una población de 474 habitantes y una densidad poblacional de 36,59 personas por km².

## Geografía
White Pine se encuentra ubicado en las coordenadas 46°44′24″N 89°34′53″O / 46.74000, -89.58139. Según la Oficina del Censo de los Estados Unidos, White Pine tiene una superficie total de 12.96 km², de la cual 12.96 km² corresponden a tierra firme y (0%) 0 km² es agua.

## Demografía
Según el censo de 2010, había 474 personas residiendo en White Pine. La densidad de población era de 36,59 hab./km². De los 474 habitantes, White Pine estaba compuesto por el 94.3% blancos, el 0.21% eran afroamericanos, el 1.69% eran amerindios, el 0.21% eran asiáticos, el 0% eran isleños del Pacífico, el 0% eran de otras razas y el 3.59% pertenecían a dos o más razas. Del total de la población el 1.27% eran hispanos o latinos de cualquier raza.